# Teatro Cargo
Il Teatro Cargo è stata una compagnia teatrale italiana, con sede a Genova. Ha terminato le attività nel 2017.
Ha gestito dal 2002 al 2017 la produzione degli spettacoli del Teatro del Ponente e dal 2010 al 2017 anche del piccolo Teatro Duchessa di Galliera. A partire dal 2019 entrambe le sale sono affidate alla Fondazione Luzzati-Teatro della Tosse.

## Storia
La compagnia nacque alla metà degli anni '90 per opera di sei soci fondatori con esperienze nelle principali scuole e compagnie teatrali dell'area. La produzione teatrale della compagnia iniziò nel 1994 con La serratura. Dopo le prime attività, nel 1999 la compagnia ottenne il sostegno del Ministero per i beni e le attività culturali. Dalla stagione 2002/2003 il Comune di Genova assegnò alla compagnia la gestione del Teatro del Ponente, a Voltri, con l'obiettivo di creare un polo dedicato alla cultura e allo spettacolo nell'area occidentale del capoluogo ligure. Dal 2010 al 2018 la compagnia gestì anche il rilancio e gli spettacoli presso lo storico Teatro Villa Duchessa di Galliera.
Negli anni che vanno dal 2002 al 2008 la compagnia organizzò Teatro&Musei, una serie di spettacoli teatrali sulla storia di Genova, abbinati a visite guidate nei musei. Fra questi spettacoli: 13.300 Bombe e La Regina. I musei interessati furono Palazzo Rosso, il Museo di Sant'Agostino, il Galata - Museo del Mare.
Nel 2004 e 2006 fu realizzato Partenze, in occasione di Genova capitale europea della cultura 2004, il più imponente degli spettacoli prodotti, realizzato su una gru di 84 metri nel porto industriale di Genova. Nel 2008 la compagnia produsse Donne in Guerra, spettacolo in viaggio a bordo del trenino di Casella che presentava la seconda guerra mondiale vista da una prospettiva femminile. Sempre nel 2008 organizzò il progetto Collasso energetivo - Festival delle Energie: due settimane di eventi sull'emergenza energetica globale.
Altri spettacoli realizzati dal Teatro Cargo sono stati, nel 2000 Il funambolo da Jean Genet e Il giro del mondo in 80 giorni (romanzo) da Jules Verne. Nel 2002, Mowgli del Libro della Giungla (dal romanzo di Rudyard Kipling Il libro della giungla). Nel 2003 Il Giocatore (da Carlo Goldoni). Nel 2006 Mercenari SpA, La Strega (da un lavoro di Sebastiano Vassalli), Vola, Colomba!.